# Hirtodrosophila shaitanensis
Hirtodrosophila shaitanensis är en tvåvingeart som först beskrevs av Vasily S. Sidorenko 1996.  Hirtodrosophila shaitanensis ingår i släktet Hirtodrosophila och familjen daggflugor. Inga underarter finns listade i Catalogue of Life.